# A-lusion
Onne Witjes (Elst, 11 augustus 1983) is een Nederlands muziekproducent en hardstyle-dj. Hij is bekend onder de naam A-lusion. Hij produceerde ook onder de naam D-vided, Second Identity, Sylenth en Quantum Force.
Onder A-lusion en Second Identity produceert hij voornamelijk voor Scantraxx en D-Videds meeste werk is bij het Duitse Blutonium Records uitgebracht. In 2007 gaf hij zijn eerste live-optreden, iets wat de komende jaren vaker zal gebeuren in plaats van de dj-sets die hij normaliter verzorgt. Begin 2010 is op Hard Bass in het Gelredome het nieuwe project samen met Scope DJ van start gegaan, genaamd Second Identity. Sinds juni 2010 wordt zijn eigen Scantraxx Radioshow elke maand uitgezonden op een aantal Internet radiostations zoals Q-dance Radio en Fear.FM. De uitzending is daarnaast elke maand verkrijgbaar als Podcast in iTunes. Hier is hij inmiddels mee gestopt. In het begin van 2012 is hij zijn eigen label begonnen, genaamd Lussive Music.

## Muziekuitgaven
| Uitgave | Alias                                       | Label             | Jaar |
| --- | ------------------------------------------- | ----------------- | ---- |
| The Way | D-vided                                     | Blutonium Records | 2003 |
| Re-Count | A-lusion                                    | Scantraxx         | 2003 |
| Confusion / The Biggest Bang                                                                                                 | Quantum Force                               | OGP Records       | 2003 |
| Rock Rock Yeah | Quantum Force                               | OGP Records       | 2003 |
| So High | D-vided                                     | Blutonium Records | 2004 |
| Mess With The Best | A-lusion Meets The Bassfillerz              | DJS Records       | 2004 |
| Re-bel / Future Shokk | A-lusion                                    | Scantraxx Special | 2004 |
| Give Me Your Soul Tonight | A-lusion vs. Overdrive                      | Explosive Records | 2005 |
| Talk Iz Tomorrow | A-lusion                                    | Scantraxx         | 2005 |
| Perfect It | A-lusion                                    | Scantraxx         | 2006 |
| More Action | A-lusion vs. DJ Nightkiller                 | Scantraxx         | 2006 |
| Get Smacked | A-lusion featuring MC Villain               | DJS Records       | 2006 |
| Drummer Beat / Re-Vera | A-lusion                                    | Scantraxx         | 2006 |
| Be Yourself / Freeek It Up                                                                                                   | A-lusion                                    | Scantraxx         | 2007 |
| The 4 Elementz / Talk Iz The Rmx                                                                                             | A-lusion (feat. MC Renegade)                | Scantraxx Special | 2007 |
| Veritas / In Trouble | A-lusion                                    | M!D!FY            | 2008 |
| Voodoo / Guidelinez | A-lusion                                    | Scantraxx         | 2008 |
| Music in You / Detonation | Sylenth & Glitch                            | Scantraxx Special | 2008 |
| Between Worlds / Reaching Out                                                                                                | A-lusion meets Scope Dj                     | Scantraxx Silver  | 2009 |
| Visual Perception / Too Close / No Regrets / Blue Fairy                                                                      | A-lusion                                    | Scantraxx Silver  | 2009 |
| Identify / Amplified | Second Identity                             | Scantraxx Silver  | 2010 |
| The Album | A-lusion & Scope DJ Present Second Identity | Scantraxx CD      | 2010 |
| Fortuna / Marked For Life / Veritas (2008 Mix & Dj Zany Remix)                                                               | A-lusion                                    | M!D!FY Digital    | 2010 |
| Album Sampler 1: Karma Circle / Distorted Device                                                                             | Second Identity                             | Scantraxx Special | 2010 |
| Album Sampler 2: Atlantis / Identify (Album Mix) / Final Destination (Second Identity Remix)                                 | Second Identity                             | Scantraxx Special | 2010 |
| Album Sampler 3: Alien Intelligence / God Of The Underworld / Music To Be Heard                                              | Second Identity                             | Scantraxx Special | 2011 |
| Call & Answer / Endless Flight                                                                                               | A-lusion                                    | Scantraxx Silver  | 2011 |
| Album Sampler 4: Talk Iz Tomorrow (Second Identity Remix) / Live Without Existing / Music On Demand                          | Second Identity                             | Scantraxx Special | 2011 |
| Album Sampler 5: Moving Madness / Eternal Void                                                                               | Second Identity                             | Scantraxx Special | 2011 |
| Sound of Pryme (Official Anthem 2011)                                                                                        | A-lusion & Unifite                          | X-Bone Records    | 2011 |
| Angels Dance / Angels Dance (Essential Mix) / Don't Wanna Know                                                               | A-lusion                                    | Scantraxx         | 2011 |
| Modified / The Reason (feat. MC Chucky)                                                                                      | Second Identity                             | Scantraxx         | 2011 |
| Out in The Open Sampler 1: Start Living, Cracking Down, Just One Voice, Mechanical (with Scope DJ)                           | A-lusion                                    | Lussive Music     | 2012 |
| Out in The Open Sampler 2: Here We Are, To The Ends, Mainstage Superstar (feat. MC Da Syndrome)                              | A-lusion                                    | Lussive Music     | 2012 |
| Beat The Bridge (Official Anthem 2012)                                                                                       | A-lusion                                    | Lussive Music     | 2012 |
| Make Up Your Mind | A-lusion                                    | Lussive Music     | 2013 |
| Out in The Open Episode 2: Make Up Your Mind (Album)                                                                         | A-lusion                                    | Lussive Music     | 2013 |
| OITO 2 Sampler 1: Ultimate Bassline, Electric Sky, Reach You (with Betavoice), State of Mind (feat. Anklebreaker & M'Key)    | A-lusion                                    | Lussive Music     | 2013 |
| OITO 2 Sampler 2: The First Sound, Start Living (2013 Mix), Set U Free (with Cold Case), Out of Sight (feat. Stefan Therone) | A-lusion                                    | Lussive Music     | 2013 |
| All These Symbols | A-lusion & S-Dee                            | Lussive Music     | 2014 |
| Are You Ready | A-lusion                                    | Lussive Music     | 2014 |
| Untouchable | A-lusion ft. Jannika                        | Lussive Music     | 2014 |
| Out in The Open Episode 3: The Final Act (Album)                                                                             | A-lusion                                    | Lussive Music     | 2014 |
| Auditory Phenomena | A-lusion                                    | Lussive Music     | 2014 |
| In Every Place (2014 Mix) | A-lusion                                    | Lussive Music     | 2014 |
| As High As | A-lusion ft. Adamo Fiscella                 | Lussive Music     | 2014 |
| Get Crazy | A-lusion & Betavoice                        | Lussive Music     | 2014 |
| You Do Not Control Me | A-lusion & Luna                             | Lussive Music     | 2014 |
| All Around Us | A-lusion ft. M'Key                          | Lussive Music     | 2014 |
| Young & Fearless | A-lusion & Tyro Maniac ft. Rosli            | Lussive Music     | 2014 |
| Good To Be Free | A-lusion                                    | Lussive Music     | 2014 |
| Music in Motion | A-lusion                                    | Lussive Music     | 2014 |
| Energize | A-lusion ft. Paolo Francisco                | Lussive Music     | 2014 |
| Brand New Day | A-lusion ft. Lottie Mae Jones               | Lussive Music     | 2014 |
| Tears Will Dry | A-lusion & Scope DJ                         | Lussive Music     | 2014 |
| Pushin On | A-lusion                                    | Lussive Music     | 2014 |
| Back To The Future | A-lusion                                    | Lussive Music     | 2014 |
| Sloopwerk | A-lusion                                    | Lussive Music     | 2014 |
| The Final Act | A-lusion                                    | Lussive Music     | 2014 |
| Serenity of Night | A-lusion                                    | Lussive Music     | 2015 |
| I Need You | A-lusion                                    | Lussive Music     | 2015 |

## Remixen
| Uitgave                                       | Remix                                                   | Label             | Jaar |
| --------------------------------------------- | ------------------------------------------------------- | ----------------- | ---- |
| Le Brisc - I've Got (The Power)               | I've Got (The Power) (A-lusion Remix)                   | Blutonium Records | 2003 |
| DJ Session One - In The Way                   | In The Way (A-lusion Hardstyle Mix)                     | Blutonium Records | 2003 |
| Clubburners - Planet Bass                     | Planet Bass (A-lusion Remix)                            | Twisted Minds     | 2003 |
| DJ Mike - Resistance                          | Resistance (Blutonium Boy vs. A-lusion Hardstyle Mix)   | Q-Asar            | 2003 |
| D-vided - The Way                             | The Way (A-lusion Mix)                                  | Blutonium Records | 2003 |
| Harry Klein - F**king Revolution              | F**king Revolution (A-lusion Remix)                     | Activa Records    | 2004 |
| D-vided - So High                             | So High (A-lusion Remix)                                | Blutonium Records | 2004 |
| Mind Hunterz - Fear E.P.                      | Fear Anthem (A-lusion Remix)                            | Kattiva Records   | 2005 |
| A-lusion - Talk Iz Tomorrow                   | Scratch Warrior (D-vided Vocal Mix)                     | Scantraxx         | 2005 |
| Kat - Gimme Da E.P.                           | Gimme Da Bass (A-lusion Remix)                          | Wicked Records    | 2006 |
| Evil Z - The End Of Time (Cyber Raver Anthem) | The End Of Time (D-vided Remix)                         | Explosive Records | 2007 |
| DJ Nightkiller - Skwert                       | Skwert (A-lusion Mix)                                   | DJS Records       | 2009 |
| Album Sampler 2: Scope DJ - Final Destination | Final Destination (Second Identity Remix)               | Scantraxx Special | 2010 |
| Zany - Remix Pack                             | Zany - Be On Your Way (A-Lusion Remix)                  | Fusion Records    | 2011 |
| Brooklyn Bounce & Dj Zealot - Break The Rules | Brooklyn Bounce & Dj Zealot (Scope DJ & A-lusion Remix) | Scantraxx         | 2011 |
| Sylenth & Glitch - Music in You (2012 Remix)  | Music in You (2012 Remix)                               | Scantraxx         | 2012 |
| Betavoice - Ready4U (A-lusion Remix)          | Ready4U (A-lusion Remix)                                | Lussive Music     | 2015 |

## Trivia
- In het nummer Perfect it gebruikt A-lusion een sample van het Sovjet-Russische nummer Hymn To Red October van Basil Poledouris. Dit lied werd ook gebruikt in de film The Hunt for Red October uit 1990.
- Op zijn nieuwe album Out in The Open 2 staat het nummer Out of Sight dat samen geschreven is met Stefan Therone (Stefan de Roon) die men kan kennen omdat hij ook in de popgroep K-otic zat. Stefan heeft ook de vocalen voor dit nummer verzorgd.